# Koschei
Koschei, ou Kosheii (em russo Кощей), na Mitologia eslava, é conhecido como "Koschei, o imortal", além de ser descrito como sequestrador de esposas de herói.
Ele é um vilão clássico, daqueles que seqüestram a mulher do herói.
Existe apenas um jeito de matá-lo: destruindo sua alma.
Koschei não pode ser morto pelos meios convencionais. Sua alma é separada de seu corpo e fica escondida dentro de uma agulha, que esteja em um ovo, que esteja em um pato, que esteja em uma lebre, que esteja em uma caixa de ferro (às vezes a caixa é de cristal e/ou ouro e também de madeira e esmeralda), que seja enterrado sob uma árvore verde do carvalho, que esteja na ilha de Buyan, no oceano. Contanto que sua alma esteja segura, não pode morrer. Se a caixa for escavada e aberta, a lebre se afastará. Se for morta, o pato emergirá e tentará voar. Qualquer um que possui o ovo, tem Koschei em seu poder. Começa a enfraquecer-se, tornar-se doente e perde-se imediatamente o uso de sua mágica. Se o ovo for lançado, ele também será arremessado contra sua vontade. Se o ovo ou a agulha forem quebrados (em alguns contos isto deve ser feito especificamente quebrando a de encontro à testa de Koschei), Koschei morrerá.
Numa fábula russa, Koschei é amante de Marzanna, que era casada com Dazhbog. Quando este parte para matá-los, Marzanna o droga e Koschei o atira em um poço e depois o amarram numa montanha do Cáucaso.